# Mario et le Magicien (film)
Pour les articles homonymes, voir Mario et le Magicien (homonymie).
Mario et le Magicien (Mario und der Zauberer) est un film allemand réalisé par Klaus Maria Brandauer, sorti en 1994.

## Fiche technique
- Titre : Mario et le Magicien
- Titre original : Mario und der Zauberer
- Réalisation : Klaus Maria Brandauer
- Scénario : Burt Weinshanker, adapté de la nouvelle homonyme de Thomas Mann
- Images : Lajos Koltai
- Musique : Christian Brandauer
- Production : Jürgen Haase pour Canal+
- Pays d'origine : Allemagne
- Format : Couleurs (Eastmancolor) - son Dolby digital -  35 mm
- Genre : drame
- Durée : 127 minutes
- Date de sortie : 31 janvier 1996 (France)

## Distribution
- Julian Sands : Professor Fuhrmann
- Anna Galiena : Rachel Fuhrmann
- Jan Wachtel : Stephan Fuhrmann
- Nina Schweser : Sophie Fuhrmann
- Klaus Maria Brandauer : Cipolla
- Pavel Greco : Mario
- Valentina Chico : Silvestra
- Elisabeth Trissenaar : Sofronia Angiolieri

## Distinctions
- Médaille d´argent au Guild Film Award de 1995 dans la catégorie Film allemand
- Au Festival international du film de Moscou de 1995 : 
  - Andrei Tarkovsky Award attribué à Klaus Maria Brandauer
  - Prix spécial du jury attribué à Lajos Koltai